# 海雞母笛鯛
海雞母笛鯛，又稱藍點笛鯛、籃點笛鯛，俗名海雞母，為輻鰭魚綱鱸形目鱸亞目笛鯛科的其中一個種。

## 分布
本魚分布於印度西太平洋區，包括東非、馬達加斯加、模里西斯、塞席爾群島、馬爾地夫、紅海、波斯灣、斯里蘭卡、印度、安達曼海、泰國、緬甸、馬來西亞、菲律賓、印尼、琉球群島、台灣、中國沿海、所羅門群島、馬里亞納群島、馬紹爾群島、諾魯、帛琉、密克羅尼西亞、斐濟群島、萬納杜、吐瓦魯、東加、夏威夷群島、法屬波里尼西亞、新喀里多尼亞、吉里巴斯、澳洲等海域。

## 深度
水深2至100公尺。

## 特徵
本魚體長橢圓形而高。兩眼間隔平坦。前鰓蓋缺刻及間鰓蓋結顯著。上下頜具細齒多列，外列齒稍擴大，上頜前端具2至4犬齒，內列齒絨毛狀；下頜具一列稀疏細尖齒，後方者稍擴大；鋤骨齒帶三角形，其後方無突出部；腭骨亦具絨毛狀齒；舌面無齒。體被中大櫛鱗，頰部及鰓蓋具多列鱗；背鰭鰭條部及臀鰭基部具細鱗；側線上方的鱗片斜向後背緣排列，下方的鱗片則與體軸平行排列。成魚體暗黃褐色，軀幹部各鱗片具一淺藍色斑點，頭部具有同色之不規則縱紋。尾柄到尾鰭暗色。其餘各鰭條均為淺黃褐色到暗黃褐色。背鰭軟硬鰭條部間無明顯深刻；臀鰭基底短而與背鰭軟條部相對；背鰭硬棘10枚，軟條15枚；臀鰭硬棘枚，軟條8枚；胸鰭長，末端達臀鰭起點；尾型稍凹入。側線鱗片數46至49枚。幼魚身上的藍點及頭部藍紋不明顯但在胸鰭上方有一黑色橫帶且在背鰭鰭條起點處的側線上有一白點，白點外緣則為黑色。體長可達70公分。

## 生態
本魚在近岸及離岸較遠處的礁台均可發現其蹤跡，屬肉食性魚類，以甲殼類及小魚為食。

## 經濟利用
具高經濟價值的食用魚，亦是養殖對象魚種。以紅燒、煎食均適宜。